# دایملر-بنز دی‌بی ۶۰۵
دایملر-بنز دی‌بی ۶۰۵ (به انگلیسی: Daimler-Benz DB 605) یک موتور هواگرد ساختِ کارخانهٔ دایملر-بنز در کشور آلمان است.